# Arbeiterlied
Das Arbeiterlied bezeichnet in erster Linie ein Gesangsstück aus der sozialistischen Arbeiterbewegung.

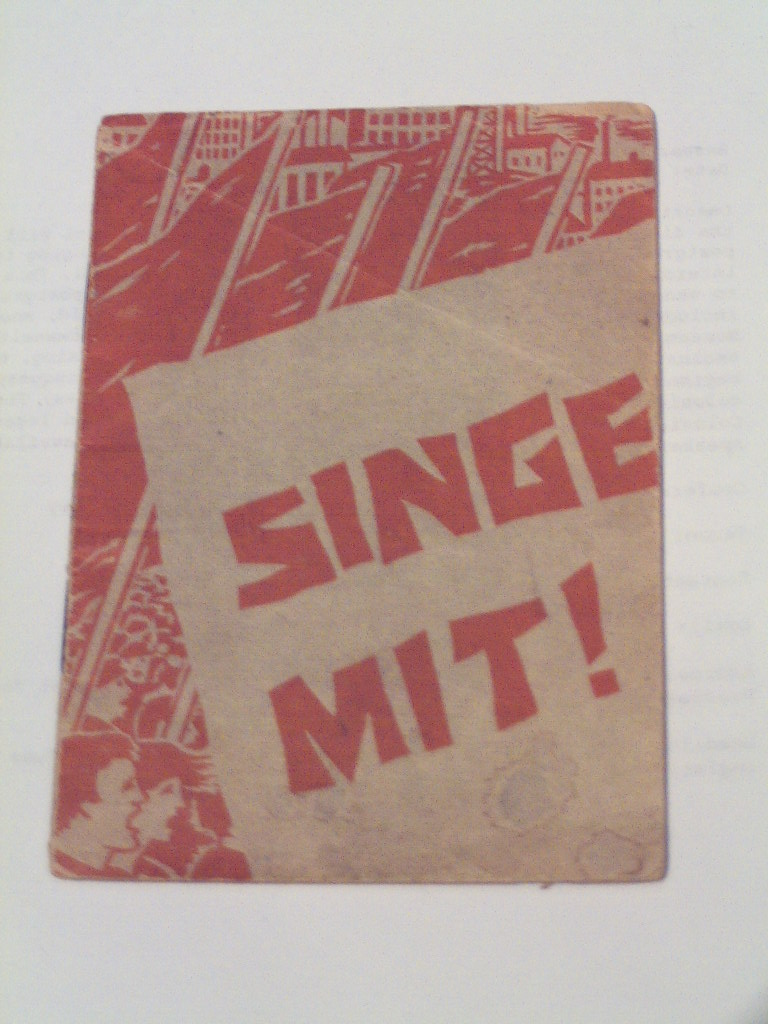
Singe Mit! Unsere Kampflieder – ein 1932 von der SPD Hamburg herausgegebenes Liederheft

Arbeiterlieder im allgemeinen Sinn haben aber eine viel längere Tradition. Es sind die Gesänge der Sklaven und Sträflinge, welche zu Zwangsarbeit verdammt wurden. In dieser Tradition steht unter anderem der Blues. Sie zählen zu den Arbeitsliedern, die während körperlicher Arbeit gesungen wurden.
Mit dem Aufkommen des Marxismus im 19. Jahrhundert und der Gründung der 1. Internationale entstand die gleichnamige Hymne der Arbeiterbewegung. Auf dieser Tradition aufbauend, entstanden die klassischen Arbeiterlieder, die dann in den 1970er Jahren vor allem in Deutschland eine Renaissance erlebten.
Neben den deutschen Liedern von Bertolt Brecht oder aus dem Widerstand gegen den Nationalsozialismus und den italienischen oder spanischen Faschismus sind es auch immer wieder Lieder der Befreiungsbewegungen der Dritten Welt, die von den einschlägigen Interpreten gesungen werden.

## Varianten
Arbeiterlieder entstanden aus der Arbeitermusikbewegung, die sich wiederum als Teil der Arbeiterbildung und Arbeiterkultur verstand. Ziel dieser war es, dem Proletariat eine umfassende Bildung zukommen zu lassen und eine eigene proletarische Kultur zu entwickeln, die die Voraussetzung für einen gesellschaftlichen Wandel sein soll. Genauso wie sich die bürgerliche Musik in der Zeit der Klassik und Romantik im Zusammenhang mit den bürgerlich-demokratischen Revolutionen entwickelte, sollte auch dem Proletariat die Aufgabe zukommen, eine eigene Kultur zu entwickeln, die den Warencharakter bürgerlicher Musik unter kapitalistischen Produktionsbedingungen überwinden sollte.

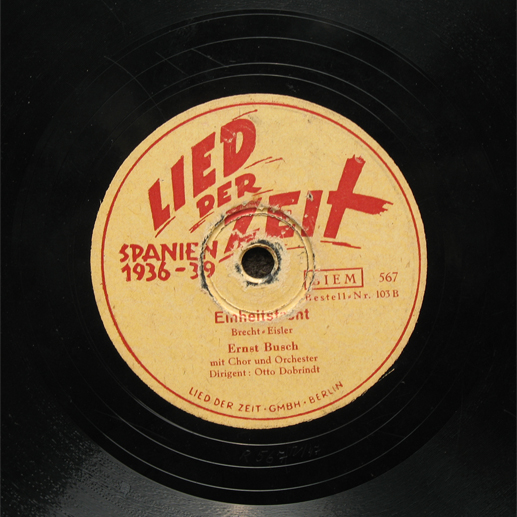
Plattenlabel: „Einheitsfront“, 1950

Unter Arbeiterliedern kann man daher verschiedenen Spielarten verstehen, die nicht nur das bekannte Kampf- bzw. Tendenzlied beinhalten, das vor allem in der Gegenwart das Bild des Arbeiterliedes prägt. Ein wichtiger Inhalt der Arbeitermusikbewegung war ebenso die Pflege der bürgerlichen Musik, die in der Tradition der bürgerlich-demokratischen Revolutionen gesehen wurde. Während der Spaltung der Arbeiterbewegung in einen kommunistischen und sozialdemokratischen Teil entwickelten sich auch unterschiedliche Ansichten von Arbeiterliedern und Arbeitermusik. Während sich die sozialdemokratischen Arbeitermusiker mehr und mehr auf die Pflege von bürgerlicher Musik und Volksliedern konzentrierten, entstanden im kommunistischen Teil neue Werke, vor allem aus der Feder Hanns Eislers, die heute das Bild des Arbeiterliedes bestimmen. Sozialdemokratische Kompositionen aus der Zeit der Weimarer Republik – der Hochzeit des Arbeiterliedes – sind vor allem durch eine politische Harmlosigkeit gekennzeichnet, während kommunistisch geprägte Lieder von revolutionären und systemoppositionellen Inhalten bestimmt waren.

## Bekannte Lieder
- Auf, auf zum Kampf
- Bandiera Rossa
- Bella Ciao (italienisches Partisanenlied)
- Brot und Rosen
- Brüder, zur Sonne, zur Freiheit
- Bundeslied für den Allgemeinen Deutschen Arbeiterverein (... Alle Räder stehen still, wenn dein starker Arm es will ...)
- Dem Morgenrot entgegen
- Der heimliche Aufmarsch
- Deutsche Arbeiter-Marseillaise
- Die Arbeiter von Wien
- Die Internationale
- Drill Ye Tarriers, Drill (Lied der nordamerikanischen Eisenbahnstreckenleger)
- Die Moorsoldaten
- Die schlesischen Weber (zum Weberaufstand von 1844)
- Spaniens Himmel (Die Thälmannkolonne)
- Einheitsfrontlied
- El pueblo unido
- Ich trage eine Fahne
- Jalava-Lied (Über Lenins Rückkehr aus dem Exil 1917)
- Grândola, Vila Morena (Hymne der Nelkenrevolution in Portugal)
- Marseillaise
- No Pasarán
- Partisanen vom Amur
- Pastures Of Plenty (Lied der US-amerikanischen wandernden Landarbeiter)
- Resolution der Kommunarden
- Roter Wedding
- Sixteen Tons
- Solidaritätslied
- Trotz alledem
- Wann wir schreiten Seit’ an Seit’
- Warschawjanka
- Die Edelweißpiraten
- Píseň práce („Lied der Arbeit“, tschechisches Arbeitslied)
- Lied der Arbeit (Hymne der österreichischen Sozialdemokratie)

## Bekannte Texter
- Johannes R. Becher
- Bertolt Brecht
- Heinrich Arnulf Eildermann
- Gudrun Kabisch (Pseudonym: Karl Ernst)
- Pablo Neruda (Chile)
- Hannes Wader
- Erich Weinert

## Bekannte Komponisten
- Paul Dessau
- Hanns Eisler
- Mikis Theodorakis (Griechenland)
- Gustav Adolf Uthmann
- Kurt Weill

## Bekannte Interpreten und Bands

### Deutschsprachiger Raum
- 44 Leningrad
- Ernst Busch
- Commandantes
- Franz Josef Degenhardt
- Hein & Oss Kröher
- Lotte Lenya
- Gisela May
- Oktoberklub
- Rio Reiser
- Rummelsnuff
- Schmetterlinge (Österreich)
- Dieter Süverkrüp
- Ton Steine Scherben
- Hannes Wader

### International
- José Afonso (Portugal)
- Joanne Baez (Frankreich)
- Billy Bragg (England)
- Manu Chao (Frankreich, Spanien)
- The Clash (England)
- Grup Yorum (Türkei)
- Woody Guthrie (USA)
- Joe Hill (USA)
- Alistair Hulett (Schottland)
- Víctor Jara (Chile)
- Marcel Khalifa (Libanon)
- Miriam Makeba (Republik Südafrika)
- Pete Seeger (USA)

## Immaterielles Kulturerbe
Im Dezember 2014 wurde das Singen der Lieder der deutschen Arbeiterbewegung in das Bundesweite Verzeichnis des immateriellen Kulturerbes aufgenommen. Zusammen mit 26 weiteren Traditionen und Wissensformen wurde es gemäß der UNESCO-Konvention zum immateriellen Kulturerbe damit zu einem besonders zu pflegenden gelebten nationalen Erbe. In ihrer Begründung hebt die Deutsche UNESCO-Kommission die Bedeutung des gesungenen Liedgutes für den Zusammenhalt der Völker und das Streben nach Frieden hervor. Das Arbeiterlied bleibe ein Beispiel für gelebte Volkskultur, die sich immer wieder an die zeitgenössischen Umstände anpasst und damit ständig selbst jung hält. Das Arbeiterlied beschreibe das Leid aber auch die willensstarke Gegenkraft und Hoffnung der unterdrückten Lohnarbeiter durch die Zeit.